# San Pio V
San Pio V, även benämnd San Pio V a Villa Carpegna, är en kyrkobyggnad och diakonia i Rom, helgad åt den helige påven Pius V. Kyrkan är belägen vid Largo San Pio V i quartiere Aurelio och tillhör församlingen San Pio V.
Villa Carpegna är en villa, uppförd under 1600-talet på uppdrag av kardinal Gaspare Carpegna.

## Historia
Kyrkan uppfördes åren 1950–1952 efter ritningar av arkitekten Tullio Rossi. Kyrkan konsekrerades den 24 februari 1962 av kardinal Luigi Traglia.

## Exteriören
Över kyrkans portal sitter en mosaik som föreställer Jungfru Maria och Jesusbarnet med de heliga Pius V och Georg. I bakgrunden ses en framställning av slaget vid Lepanto år 1571, vid vilket ottomanerna besegrades i grunden; slaget ägde rum under Pius V:s pontifikat. Mosaiken är ett verk av den österrikiske konstnären Joseph Franz Strachota. Nedanför fasadens krönande triangulära pediment står dedikationsinskriptionen: D.O.M. IN HON PII V PONT. MAX. A.D. MCMLII.

## Interiören
Kyrkan är en treskeppig basilika. I absiden hänger ett krucifix med förgylld corpus samt sex förgyllda änglar med ljus av Francesco Nagni. Nedanför krucifixet hänger en ikon som föreställer den helige Pius V.
På fasadens innervägg återfinns en ängel i gips, utförd av Duilio Cambellotti. På ömse sidor av kyrkporten ses två statyer: den helige Franciskus av Assisi av Alessandro Monteleone och den helige Antonius av Padua av Michele Guerrisi. Interiören hyser även en bronsstaty av Antonio Berti – den heliga Katarina av Siena.
Korsvägsstationerna i polykrom keramik är formgivna av Angelo Biancini och utförda av Guerrino Tramonti.
I församlingen är vördnaden för Madonna del Riposo särskilt livaktig. Fresken Madonna del Riposo finns i den närbelägna kyrkan Santa Maria del Riposo.

## Titeldiakonia
Kyrkan stiftades som diakonia med namnet San Pio V a Villa Carpegna av påve Paulus VI år 1973.
Kardinaldiakoner
- Paul-Pierre Philippe: 1973–1983; titulus pro illa vice: 1983–1984
- Luigi Dadaglio: 1985–1990
- José Tomás Sánchez: 1991–2002; titulus pro illa vice: 2002–2012
- James Michael Harvey: 2012–

## Bilder
| - Fasadmosaiken med Jungfru Maria och Jesusbarnet med de heliga Pius V och Göran samt slaget vid Lepanto i bakgrunden. |